# ANAエアポートサービス
ANAエアポートサービス株式会社（エイエヌエーエアサポートサービス）は、主に旅客ハンドリング業務を行う全日本空輸（ANA）のグループ企業。本社は東京都大田区羽田空港三丁目の東京国際空港国内線第二旅客ターミナルビル内に入居している。

## 概要
東京国際空港(羽田空港)において全日本空輸(ANA)の地上業務並びに受託を受けた他の航空会社の地上業務を行う会社である。会社名には「東京空港」とも「羽田空港」とも冠していないが、あくまで羽田空港のみを対象とする会社であり、他空港の地上業務は行わない。

## 沿革
- 2012年（平成24年） - 全日本空輸東京空港支店の機能の一部が分社化されて設立。全日本空輸東京空港支店やANAエアポートハンドリングと並び3社で羽田空港の地上業務を担う。
- 2014年（平成26年） - ANAエアポートハンドリングと合併し、ANA全日本空輸東京空港支店との2社で羽田空港の地上業務を担う体制となる。

## 受託航空会社
- 全日本空輸
- ソラシドエア
- AIR DO
- Peach Aviation
- シンガポール航空
- アシアナ航空
- エバー航空
- フィリピン航空
- ルフトハンザドイツ航空
- ガルーダ・インドネシア航空